# Mobiistar
Mobiistar là thương hiệu điện thoại di động của Mobile Star Corp, ra mắt người dùng Việt Nam tháng 6/2009. Sản phẩm của thương hiệu này chủ yếu tập trung vào phân khúc smartphone giá rẻ và tầm trung và hướng đến đối tượng khách hàng trẻ.
Đầu năm 2016, Mobiistar lọt top 10 thương hiệu smartphone hàng đầu Việt Nam.

## Lịch sử phát triển
Ngày 8/5/2009 P&T Mobile ra mắt một số mẫu điện thoại mang thương hiệu riêng Mobistar.  Mobiistar xây dựng chiến lược phát triển tập trung vào phân khúc giá rẻ và đạt được những thành công nhất định.
Bước sang năm 2011, Samsung, LG và đặc biệt là Nokia đã bất ngờ chuyển hướng, tập trung mạnh vào cả phân khúc cấp thấp và tiến hành dàn trải đều trên các phân khúc tầm trung. Với thế mạnh của mình, họ nhanh chóng chiếm lĩnh thị trường và ngay lập tức đẩy các hãng điện thoại thương hiệu Việt vào vòng lao đao.
Năm 2012 P&T Mobile đổi tên thành Mobile Star Corp và sau đó chủ yếu ra mắt các mẫu điện thoại tiền smartphone và smartphone giá rẻ.
Vào cuối năm 2014 Mobiistar ra mắt dòng Prime bắt đầu tiến vào phân khúc smartphone tầm trung.
Đầu năm 2017, Mobiistar ra mắt hai loại sản phẩm Zumbo j2 và s2 có camera trước sau như 1 (13MP) và tiến vào thị trường Việt tầm cao cấp.
Tháng 10/2017 Mobiistar đã mang hai mẫu điện thoại Jumbo S2 và Prime X Max đến Triển lãm Dubai Gitex Technology Week tại Dubai để giới thiệu sản phẩm.
Tháng 5/2018 Mobiistar tuyên bố sẽ thành lập trụ sở tại Ấn Độ nhằm tiếp cận thị trường này. Cuối tháng 5/2018 hãng đã chính thức ra mắt hai thiết bị đầu tiên tại thị trường này.
SẢN PHẨM 
Prime x, Prime x1, Prime x grand, Prime x2017
Lai yollo, Lai y, Lai 504c, lai zoro, lai yuna... và 
một số thiết bị khác
Tháng 6/2019 Mobiistar tuyên bô rút khỏi thị trường Ấn Độ chỉ một năm sau khi ra mắt tại đây.
Tháng 7/2019 xuất hiện tin đồn ông Ngô Nguyên Kha, sáng lập và CEO của Mobiistar đã gia nhập VINGroup.

## Tiếp nhận
Trong khoảng 2009 - 2010 Mobiistar ra mắt những mẫu điện thoại 2 sim giá rẻ mang thương hiệu Mobistar và được đón nhận khá tích cực. Sang năm 2011 các hãng điện thoại lớn như Samsung, LG hay Nokia ra mắt các mẫu điện thoại giá rẻ khiến thị phần của Mobiistar sụt giảm nghiêm trọng. Cuối năm 2014 hãng ra mắt dòng smartphone tầm trung Prime và nhận được những phản hồi khá tích cực.
Đầu năm 2016, Mobiistar lọt top 5 thương hiệu điện thoại hàng đầu Việt Nam với 5,8% thị phần theo báo cáo của Gfk.Ngoài ra,Mobiistar còn tăng lên top dẫn đầu hãng bán được nhiều điện thoại nhất trên Thế giới Di Động, chỉ sau Samsung,Apple và OPPO,vượt mặt cả hai hãng lớn như Sony,Huawei theo thống kê trong quý 2/2017.